# Stagflație
Stagflația (portmanteau dintre stagnare și inflație) este situația economică în care rata inflației este mare, creșterea economică este mică sau nulă, iar rata șomajului este înaltă. Aceasta creează o dilemă privind politica economică ce trebuie adoptată, întrucât acțiunile necesare a fi întreprinse pentru a micșora inflația pot spori rata șomajului și vice versa.
Invenția termenului este atribuită politicianului conservator britanic Iain Macleod, care a utilizat termenul pentru prima dată într-un discurs în Parlamentul Regatului Unit în 1965.

Avertizând Camera Comunelor despre gravitatea situației, el a spus: 
„"Acum avem cel mai rău din ambele lumi - nu doar inflație pe de o parte sau stagnare pe cealaltă, ci amândouă împreună. Avem un fel de situație de „stagflare". Și istoria, în termeni moderni, este într-adevăr făcută.”

## Istorie
Până în a doua jumătate a anilor ’60, pentru ciclul economic în dezvoltare a fost caracteristic faptul că scăderea producției și a depresiei au provocat scăderea prețurilor (deflația) sau, cel puțin, au stopat creșterea acestora. Fenomenul stagflării a fost definit pentru prima dată la sfârșitul anilor '60. Așadar, în 1970, șomajul și inflația din SUA au atins un nivel record de 6% și 5,5% în perioada postbelică (până la mijlocul anilor 1960, inflația nu a depășit 1–1,5%, iar șomajul - 2-2,5%). Cea de-a doua creștere a stagflației a avut loc în perioada anilor 1974-1976, când rata creșterii prețurilor în Statele Unite a fost mai mare de 10%, iar șomajul a atins 7,6%.

## Cauze
Economiștii oferă două explicații principale despre motivul pentru care apare stagflația. În primul rând, stagflația poate rezulta atunci când economia se confruntă cu un șoc de aprovizionare, precum o creștere rapidă a prețului petrolului. O situație nefavorabilă ca aceea tinde să crească prețurile în același timp, încetinind creșterea economică, făcând producția să fie mai costisitoare și mai puțin profitabilă.
În al doilea rând, guvernul poate provoca stagflația dacă creează politici care dăunează industriei, în timp ce crește prea repede oferta de bani. Aceste două lucruri ar trebui probabil să se producă simultan, deoarece politicile care încetinesc creșterea economică nu provoacă de obicei inflație, iar politicile care determină inflația nu încetinesc de obicei creșterea economică.
Ambele explicații sunt oferite în analize ale stagflației globale din anii '70. A început cu o creștere uriașă a prețurilor petrolului, dar apoi a continuat, deoarece băncile centrale au folosit o politică monetară excesiv de stimulativă pentru a contracara recesiunea rezultată, determinând o spirală de preț/salariu.

## Vizualizări recente
Până la mijlocul anilor '70, s-a susținut că niciunul dintre modelele macroeconomice majore (keynesianism, nou clasic și monetarist) nu a putut explica stagflația.

## Legături externe
- „stagflație” la DEX online